# Children of the Corn V: Fields of Terror
Children of the Corn V: Fields of Terror is een Amerikaanse horrorfilm uit 1998 onder regie van Ethan Wiley. Het is het vijfde deel in de Children of the Corn-filmserie.

## Verhaal
Zes studenten komen aan in het plattelandsdorpje Divinity Falls. Hier maken de lokale kinderen deel uit van een sekte die een entiteit aanbidt die ze He Who Walks Behind The Rows noemen. Allisons broertje Jacob maakt deel uit van hen. Ze wil niet vertrekken zonder hem.

## Rolverdeling
| Acteur          | Personage      |
| --------------- | -------------- |
| Stacy Galina    | Allison        |
| Alexis Arquette | Greg           |
| Eva Mendes      | Kir            |
| Adam Wylie      | Ezekial        |
| Greg Vaughan    | Tyrus          |
| Angela Jones    | Charlotte      |
| Ahmet Zappa     | Lazlo          |
| David Carradine | Luke Enright   |
| Olivia Burnette | Lily           |
| Matthew Tait    | Jared          |
| Fred Williamson | Sheriff Skaggs |
| Dave Buzzotta   | Jacob          |
| Kane Hodder     | Bartender      |